# نادب (بعدان)

تعديل مصدري - تعديل

نادب هي إحدى قرى عزلة دلال بمديرية بعدان التابعة لمحافظة إب، بلغ تعداد سكانها 582 نسمة حسب تعداد اليمن لعام 2004.